# Providencia (eiland)

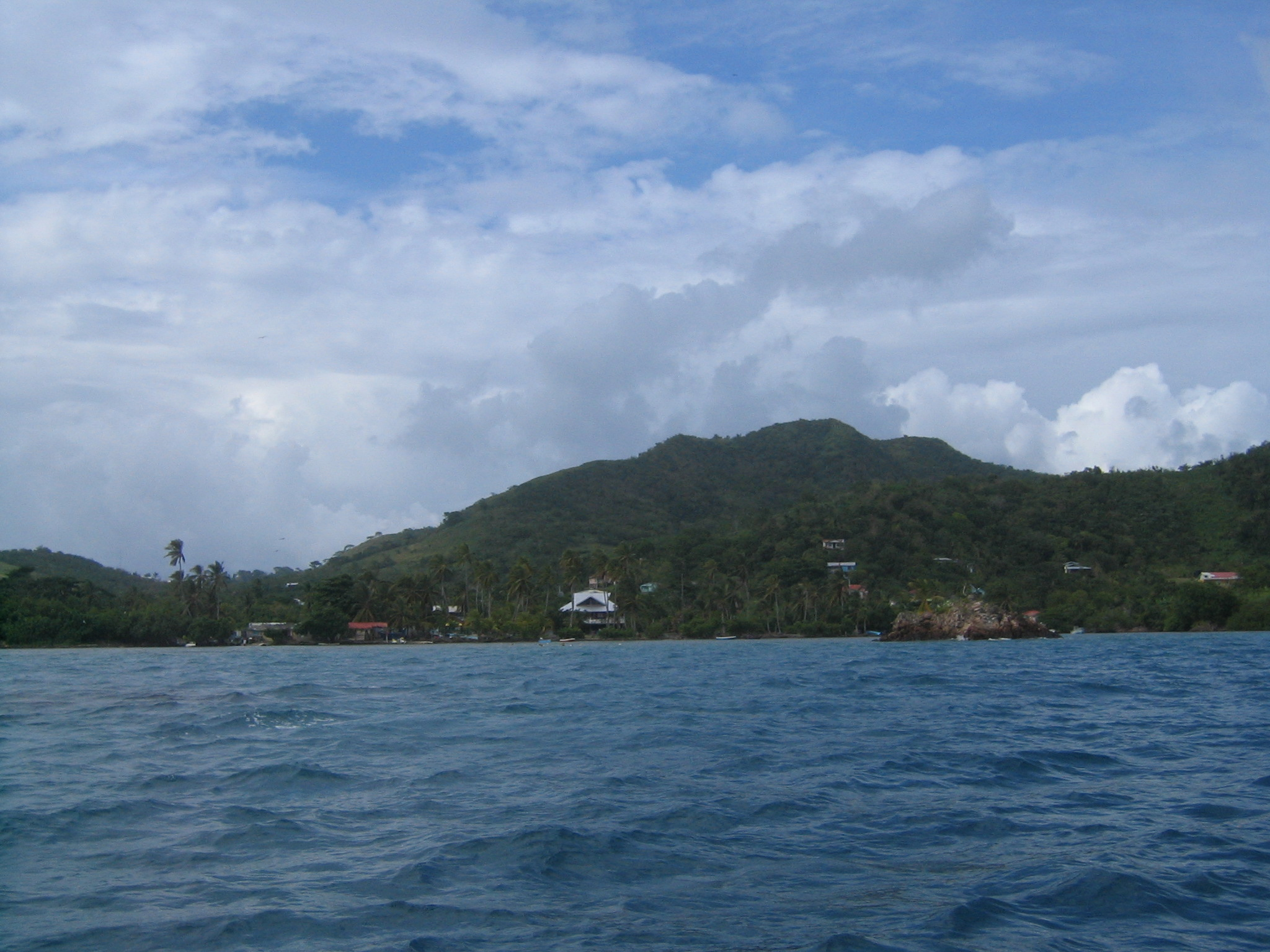
Kust van Providencia

Providencia (Spaans: Isla Providencia, in het Engels ook: Old Providence) is een eiland in de Caraïbische Zee dat toebehoort aan Colombia.
Het ligt voor de oostkust van Nicaragua en vormt samen met San Andrés en enkele kleinere nabijgelegen eilanden het departement San Andrés en Providencia.
In de koloniale tijd is het door verschillende landen bezet geweest, en ook door piraten. Tegenwoordig vindt er vooral ecotoerisme plaats.

## Geografie

### Algemeen
Providencia heeft een rotsachtige bodem van vulkanische oorsprong. Het eiland wordt van noord tot zuid doorkruist door een heuvelrug. Deze bereikt haar hoogste punt van 360 meter op de top El Pico. Daar ontspringen een aantal zoetwaterbronnen die van belang zijn voor de watervoorziening.
Verder heeft het eiland de volgende kenmerken:
- Baaien: Catalina, Aguamansa, Manzanillo, Suroeste en Aguadulce
- Kapen: San Juan, Rocosa, Negra en Caimán
- Eilandjes: Valle, Tres Hermanos, Casabaja en Cangrejo

De gemiddelde temperatuur op het eiland bedraagt 26 graden.
Er is een weg die langs de hele kust van het eiland in het rond leidt.

### Bestuurlijk
Bestuurlijk vormt het eiland sinds 1952 samen met Santa Catalina de gemeente Providencia y Santa Catalina. Santa Isabel is de hoofdplaats van deze gemeente, die deel uitmaakt van het departement San Andrés en Providencia.

### Beschermd Natuurgebied
In het noordoosten van het eiland ligt het Beschermd Natuurgebied Providencia (Parque Natural Providencia). Dit is 995 hectare groot, waarvan 905 hectare uit zeegebied bestaat. Er bevinden zich koraalriffen en mangrovebossen. In het gebied liggen de Lagune van Mc Bean en de eilandjes Tres Hermanos en Cangrejo.

## Geschiedenis

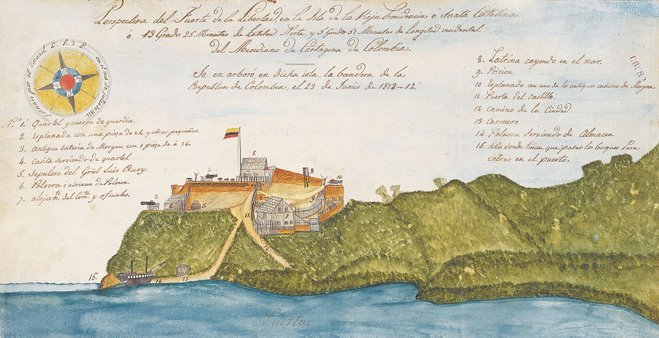
Fort van de piraat Louis Michel Aury op Providencia

De eerste Europeanen die aan land gingen, waren waarschijnlijk piraten uit Nederland, Engeland en Spanje. De eerste hiervan kwamen tussen 1498 en 1502 aan. Later kwamen er ook piraten uit Jamaica. Het eiland hoorde officieel bij Spanje, maar dat land had er weinig belangstelling voor. Daarom werd het bewoond door Engelse puriteinen. In 1629 bouwden zij de eerste nederzetting met de naam New Westminster. Deze is nu een deel van de hoofdplaats Santa Isabel van het eiland. Het ligt in het zuidelijke deel van de stad en wordt Old Town genoemd.
De eerste Afrikanen werden in het midden van de 17e eeuw als slaven naar het eiland gebracht om te werken in de tabaks- en katoenplantages. Deze waren de belangrijkste bron van inkomsten van het eiland.
Ten tijde van de onafhankelijkheidsoorlogen van Latijns-Amerika had de piraat Louis Michel Aury het eiland van 1818 tot zijn overlijden in 1821 in bezit. Daarna kwam het in handen van Groot-Colombia.
Op 26 maart 2005 sloeg een vliegtuig van West Caribbean Airways vlak na het opstijgen tegen heuvels op het eiland. Hierbij kwamen twee bemanningsleden en zes van de twaalf passagiers om het leven. Op 28 oktober van hetzelfde jaar richtte de orkaan Beta verwoestingen aan op het eiland. Op 16 november 2020 trok de orkaan Iota over het eiland en richtte enorme verwoestingen aan. Een groot deel van de huizen, infrastructuur en natuur werd onherstelbaar beschadigd.

## Samenleving

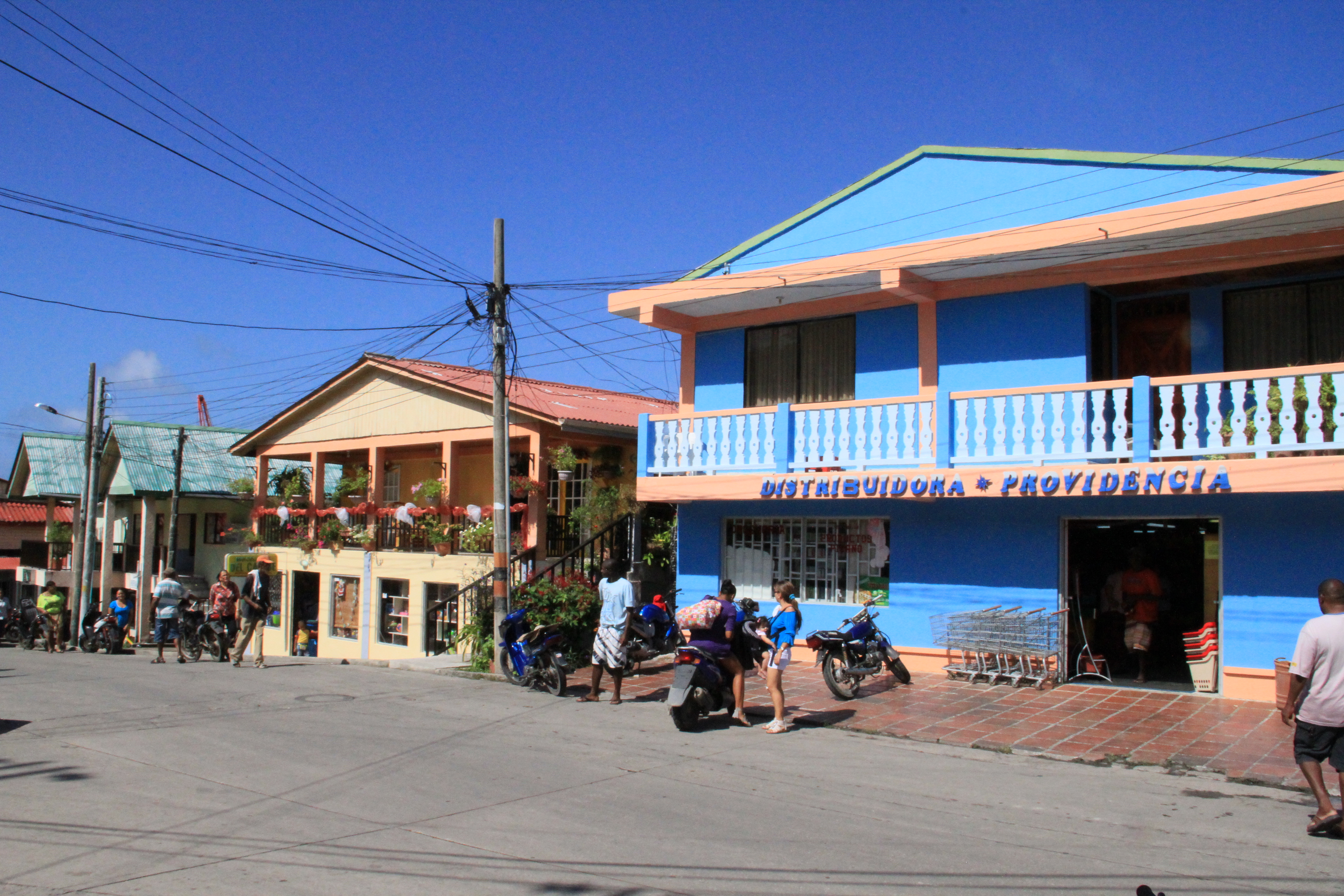
Straatbeeld

De gemiddelde leeftijd van de bevolking is ongeveer 30 jaar. De grootste bevolkingsgroep wordt gevormd door Afro-Antillianen.  De belangrijkste feesten zijn het carnaval van Providencia en Kerstmis.
Al jaren zijn drugshandelaren van het vasteland van Colombia hier actief. Veel eilandbewoners worden aangeworven om voor handelaren te werken vanwege hun zeevaartvaardigheden en kennis van de wateren van het gebied en vanwege de schaarste aan andere werkgelegenheidskansen op de  eiland. Naar schatting zitten ongeveer 800 jonge mannen uit het eiland in het buitenland in de gevangenis, of zijn eenvoudig verdwenen.

## Economie
De belangrijkste bronnen van inkomsten zijn landbouw, veeteelt, visserij en (eco)toerisme. Bij toeristen zijn het duiken en het snorkelen populair. Er staan enkele hotels die bestaan uit eenvoudige tropische hutjes.